# Anna Lewandowska
Anna Maria Lewandowska, rozená Stachurska (* 7. září 1988, Lodž, Polsko) je polská sportovkyně, podnikatelka, koučka, osobní trenérka, dietoložka, televizní moderátorka a mediální osobnost, reprezentantka Polska v tradičním karate, mnohonásobná medailistka z mistrovství světa, Evropy a Polska v karate, v rámci World Fudokan Federation (WFF). Předsedkyně Polské speciální olympiády. Manželka fotbalisty Roberta Lewandowského se kterým má dvě dcery, Klaru a Lauru.

## Životopis

### Dětství
Narodila se 7. září 1988 v Lodži Marii (kostýmní výtvarnice a externí producentka TVP) a Bogdanovi (kameraman) Stachurským. Má o dva roky mladšího bratra Piotra, absolventa Akademie výtvarných umění ve Varšavě. Se svým otcem, který opustil rodinu v roce 2000, neudržuje kontakt.
Její pra-pra-prababička byla Stanisława Leszczyńska Boží služebnice, porodní asistentka v koncentračním táboře Auschwitz-Birkenau.

### Sportovní kariéra
Ve 13 letech nastoupila do KK Pruszków, kde začala trénovat karate pod dohledem trenéra Jerzyho Szcząchora. Pro karate se rozhodla mimo jiné díky svému strýci Pawlovi Krzywańskému (několikanásobný medailista z mezinárodních soutěží) a jeho dceři - Katarzyně, která byla světovou, evropskou a polskou šampionkou v kata jednotlivců.
První medaili získala v roce 2005 na polském šampionátu v kumite jednotlivců v juniorské kategorii, kde obsadila druhé místo. O rok později získala bronzovou medaili na ME 2006 v kategorii kadetů. O tři roky později získala zlatou medaili na evropském mistrovství v seniorské kategorii. V roce 2008 získala za tým bronzovou medaili na mistrovství světa. ME 2011 ukončila s bronzovou medailí v soutěži „fuku-go“. O rok později získala v týmové „kata“ druhé místo na mistrovství světa a na polském mistrovství získala zlatou, stříbrnou a bronzovou medaili. Výkon na mistrovství Evropy v roce 2013 přidal k jejím úspěchům zlatou medaili ve smíšené dvojici a stříbro za individuální výkon. V roce 2014 získala Lewandowska bronz na polském šampionátu a svou kariéru ukončila s bronzovou medailí na světovém mistrovství v soutěži „ko-go kumite“. Během své sportovní kariéry získala celkem 38 medailí na polském, evropském a světovém šampionátu Světové federace karate WFF.. Vystudovala Akademii tělesné výchovy ve Varšavě.

### Sportovní a výživové projekty
Od roku 2013 vede blog Healthy Plan by Ann, kde se svým týmem poskytuje výživové a sportovní poradenství. Dne 22. října 2014 vydala Lewandowska svou první knihu „Żyj zdrowo i aktywnie z Anną Lewandowską“, ve které vybízí čtenáře, aby změnili své stravovací návyky a uvedla své vlastní recepty a cvičební sestavy. V roce 2015 vydala rozšířené vydání této knihy a dvě DVD s cvičením: „Trening Karate Cardio” a „Trening Karate Cardio Military“. V dubnu 2016 se na trhu objevilo další tréninkové DVD - „7 treningów po 15 minut“. V červnu téhož roku se v knihkupectvích objevila kniha „Zdrowe gotowanie by Ann“, jejíž rozšířená verze vyšla o tři měsíce později. V roce 2017 vydala DVD s cvičeními pro těhotné ženy „Healthy Mom By Ann“ a knihu „Healthy mama. Poradnik zdrowej mamy “.
V srpnu 2016 byla oficiálně představena jako předsedkyně Polské speciální olympiády. Hlavním úkolem této organizace je zajistit sportovní tréninky a soutěže pro osoby s mentálním postižením, podporovat účastníky a jejich rodiny.
V roce 2016 vytvořila značku Foods by Ann, která se zaměřuje na výrobu zdravých potravin, tj. energetických tyčinek. Později se produkty rozšířily o potravinové doplňky, smoothie, müsli, organická másla a oleje, a také o kuchyňské a sportovní doplňky.
V březnu 2018 spustila aplikaci Diet & Training by Ann dostupnou pro smartphony iOS a Android , ve které jsou videa s tréninkovými plány a rozepsanou dietní stravou podle filozofie v souladu s blogem Healthy Plan by Ann. Je také majitelkou značky Baby by Ann.

### Další aktivity
V březnu 2019 moderovala seriál „Bojová umění“ vysílaného v rámci ranního programu Dzień dobry TVN. Od roku 2019 vlastní také kosmetickou značku Phlov.

## Soukromý život
V roce 2007 se během sportovního integračního tábora seznámila s Robertem Lewandowskim, tehdejším fotbalistou Znicz Pruszków. O několik měsíců později se z nich stal pár. Po roce se Lewandowski kvůli změně klubu musel přestěhovat do Poznaně. V roce 2010 se už společně přestěhovali do Dortmundu. V červnu 2011 se zasnoubili na dovolené na Maledivách a 22. června 2013 se vzali v Serocku poblíž Varšavy. Mají dvě dcery, Klaru (nar. 4. května 2017) a Lauru (nar. 6. května 2020).
V roce 2019 se společně s Robertem umístili na 88. místě v seznamu nejbohatších Poláků podle časopisu „Wprost“.

### Charita
Spolu se svým manželem Robertem se angažuje v charitativních akcích. Pomohli také mnoha těžce nemocným dětem. V roce 2016 Anna věnovala veškerý příjem z tréninku pro 500 lidí Domu pro svobodné ženy a matky s dětmi v Gdaňsku-Wrzeszczi. 21. března 2020 manželé Lewandowští na svém Instagramu oznámili, že vyčlení 1 milion EUR na boj proti koronaviru. Lewandowska také darovala 5 000 porcí personálu Vojenského institutu medicíny ve Varšavě bojujícího s covidem-19.